# Crosby, North Dakota
Crosby är en ort (city) i Divide County i delstaten North Dakota i USA. Orten hade 1 065 invånare, på en yta av 3,65 km² (2020). Crosby är administrativ huvudort (county seat) i Divide County. Orten grundades år 1904.

## Kända personer från Crosby
- Martin Olav Sabo, politiker